# Vlag van Nimba

Vlag van Nimba

De vlag van Nimba, een county van Liberia, bestaat net als alle veertien andere Liberiaanse vlaggen met de nationale vlag van Liberia in het kanton. De vlag is, net als alle andere vlaggen, verleend door toenmalig president William Tubman, bij gelegenheid van zijn 70e verjaardag, op 29 november 1965.
De symboliek van de vlag is: Dapperheid, reinheid en trouw zijn uitgebeeld in de banen van de vlag.